# スティーヴ・ビンダー
スティーヴ・ビンダー（Steve Binder）は、アメリカ合衆国のテレビプロデューサー、ディレクター。20代はじめだった1960年代はじめから、映画『T.A.M.I. Show』の監督や、『Hullabaloo』など影響力の大きなテレビの音楽番組の裏方として、成功を収めた。また、人種やエスニシティにおいて多様な出演者を起用し、様々な音楽スタイルを取り上げる番組づくりによっても影響力をもった。
ビンダーは、ドキュメンタリー映画『T.A.M.I. Show』やテレビ番組『ELVIS: 68カムバック・スペシャル』、第一部が始まった直後に激しい雷雨が通過したダイアナ・ロスのセントラル・パークでのコンサート、さらに『Star Wars Holiday Special』などのディレクターとして議論を呼びつつ有名になった。ビンダーはペトゥラ・クラークやエルヴィス・プレスリーだけではなく、スティーヴ・アレン (Steve Allen)、チェビー・チェイス、パティ・ラベル、バリー・マニロウ、ウェイン・ニュートン、マック・デイヴィス (Mac Davis)、ライザ・ミネリ、ピーウィー・ハーマン (Pee-wee Herman) などと、多数のテレビ番組や特番を制作した。

## 駆け出しの頃
ビンダーは22歳のときに、ロサンゼルスのKABC-TVに、最初は郵便係として入社し、すぐにディレクターに転じて、スーピー・セールス (Soupy Sales) がホストを務め、パイ投げで知られたローカル番組『Soupy Sales Show』を担当し、週に1度は全国放送されるこの番組の全国放送版も担当した。
程なくしてフリーランスとなり、スティーヴ・アレンの下で、ジャズ系の音楽番組のディレクターの仕事を続けながら、その間に、音楽ドキュメンタリー映画『T.A.M.I. Show』の監督としての仕事にも取り組んだ。ジェームス・ブラウン、マーヴィン・ゲイ、スプリームスなどソウル系から、ザ・ビーチ・ボーイズ、ジャン&ディーン、チャック・ベリー、ローリング・ストーンズまでが登場する、1964年公開のこの映画について、後にロサンゼルス・タイムズは「あらゆるロック映画の最高峰を競う秀作のひとつ (Arguably the greatest of all Rock films)」と評した。

## ペトゥラ・クラークのテレビ特番
1968年、ビンダーがNBCで働いていたとき、局の幹部が『Hullabaloo』に出演したペトゥラ・クラークを主役に抜擢して特番を組むことになった。ゲストの黒人男性歌手ハリー・ベラフォンテと「On the Path of Glory」をデュエットした際、クラークはベラフォンテの腕に触ったが、これが番組のスポンサーだったクライスラーを困惑させることになった。大手自動車会社のクライスラーは、この一瞬の出来事が、まだ人種混交 (racial mixing) が大きな議論を呼んでいた当時の合衆国南部の視聴者たちの感情を害することを畏れたのである。クライスラーは「このタッチ (the touch)」を編集で切って、別の映像に差し替えるよう主張した。しかし、ディレクターだったビンダーは、クラークや、その夫でもあったフランス人プロデューサーのクロード・ウォルフ (Claude Wolff) とともに、これを拒み、収録されていたこの部分の他の映像をすべて廃棄して、「このタッチ」を含んだ形で番組を完成させてNBCに提出した。番組は1968年4月8日に放送されて高視聴率と好評を得、人種の異なる男女が直接触れる場面を含むアメリカ合衆国で初めてのテレビ番組となった。

## ELVIS: 68カムバック・スペシャル
NBCの役員ボブ・フィンケル (Bob Finkel) は、シンガーが提供するエルヴィス・プレスリーの番組を担当するプロデューサー兼ディレクターを探していた。フィンケルは、ペトゥラ・クラークの特番をめぐる論争を知り、ビンダーの反骨性がプレスリーにふさわしいと考えた。プレスリーの番組を制作しないかという申し出を電話で受けたビンダーがこれを断るところに、かつてプレスリーのアルバムに録音技師として参加していたボーンズ・ハウ (Bones Howe) が居合わせた。ハウは、翻意するようビンダーを説得し、ビンダーはとりあえずプレスリーと会ってみることに同意した。
面会した際、ビンダーはその率直さをプレスリーに印象づけた。プレスリーが、自分のキャリアは今どこにあると思うか、とビンダーに尋ねたとき、ビンダーは「今はトイレに入っているんじゃないですか (I think it's in the toilet.)」と答えたとされる。ビンダーもプレスリーも、この特番を制作することにはためらいがあった。プレスリーが、レコーディング・スタジオこそ自分にとってのターフ（本領を発揮できる場所）だと言ったのに対し、ビンダーは、「それなら、あなたはレコードづくりをすればいいんですよ、僕がそれに画を付けますから」と答えた。プレスリーのマネージャーであるパーカー大佐は、この時点で既にこの番組について確固たる構想をもっていたが、事はパーカーの意図したようには運ばす、「スティーヴ・ビンダーという名の若いプロデューサーの勇気のおかげで、エルヴィスは、このクリスマス特番のために、部屋を埋め尽くしたカメラマンたちを前にタキシード姿で「きよしこの夜」をクルーナーのように歌う羽目にならずに済んだ」のであった。1950年代の素のエルヴィスを再現しようという意図から、ビンダーはパーカーの意向に反して、スコティ・ムーアとD・J・フォンタナとのギグの場面を実現した。プレスリーは、黒い皮の衣装に身を包んだ反逆児のイメージを再現し、スタジオの観衆の前で、インフォーマルなセッションを行なうところをそのまま映像に撮らせた。
特番をやる事について、エルヴィスに何らかの疑念が残っていたとしても、それはビンダーのちょっとした機転で消し飛んでしまったことだろう。ビンダーはプレスリーを街に連れ出し、ほとんど誰も彼に気づかなくなっていることを見せたのである。
サミュエル・ロイ (Samuel Roy) によれば、ビンダーは「エルヴィスに周りの環境や取り巻き連中の危険さを警告しようとした」というが、プレスリーは「真剣にとりあわず、耳を傾けなかった」という。プレスリーのマネージャーであるパーカー大佐は自分の意に添わないビンダーを嫌い、ビンダーからの電話を取り次がないようグレイスランドへのすべての電話をとっていた秘書役たち命じたようであった。
シンガー社提供の特番から40周年となった2008年、スティーヴ・ビンダーは番組の制作にあたった当時の回顧録『'68 At 40: Retrospective』(JAT Productions) を書いた。

## スター・ウォーズ・ホリデイ・スペシャル
『Star Wars Holiday Special』は、CBSでプライムタイムに放送された2時間の特別番組で、オリジナル・キャストに加え、アート・カーニーやビアトリス・アーサーらが出演した。この番組はスター・ウォーズ・シリーズの世界を、伝統的なテレビのバラエティ番組に結びつけたものである。総じて『Star Wars Holiday Special』は、スター・ウォーズのファンからも、一般視聴者からも、多くの批判を受けた。『What Were They Thinking?: The 100 Dumbest Events in Television History』の著者デヴィッド・ホフスティード (David Hofstede) は、このホリデイ・スペシャルを第1位に挙げ、「テレビ史上最悪の2時間」と評した。

## 演じた人物
2005年のCBSテレビのミニシリーズ (miniseries) 『Elvis』では、ジャック・ノーズワージー (Jack Noseworthy) がビンダーを演じた。
2022年公開予定の映画『エルヴィス』 Elvisではデイカー・モンゴメリーがビンダーを演じる。